# Bannerij

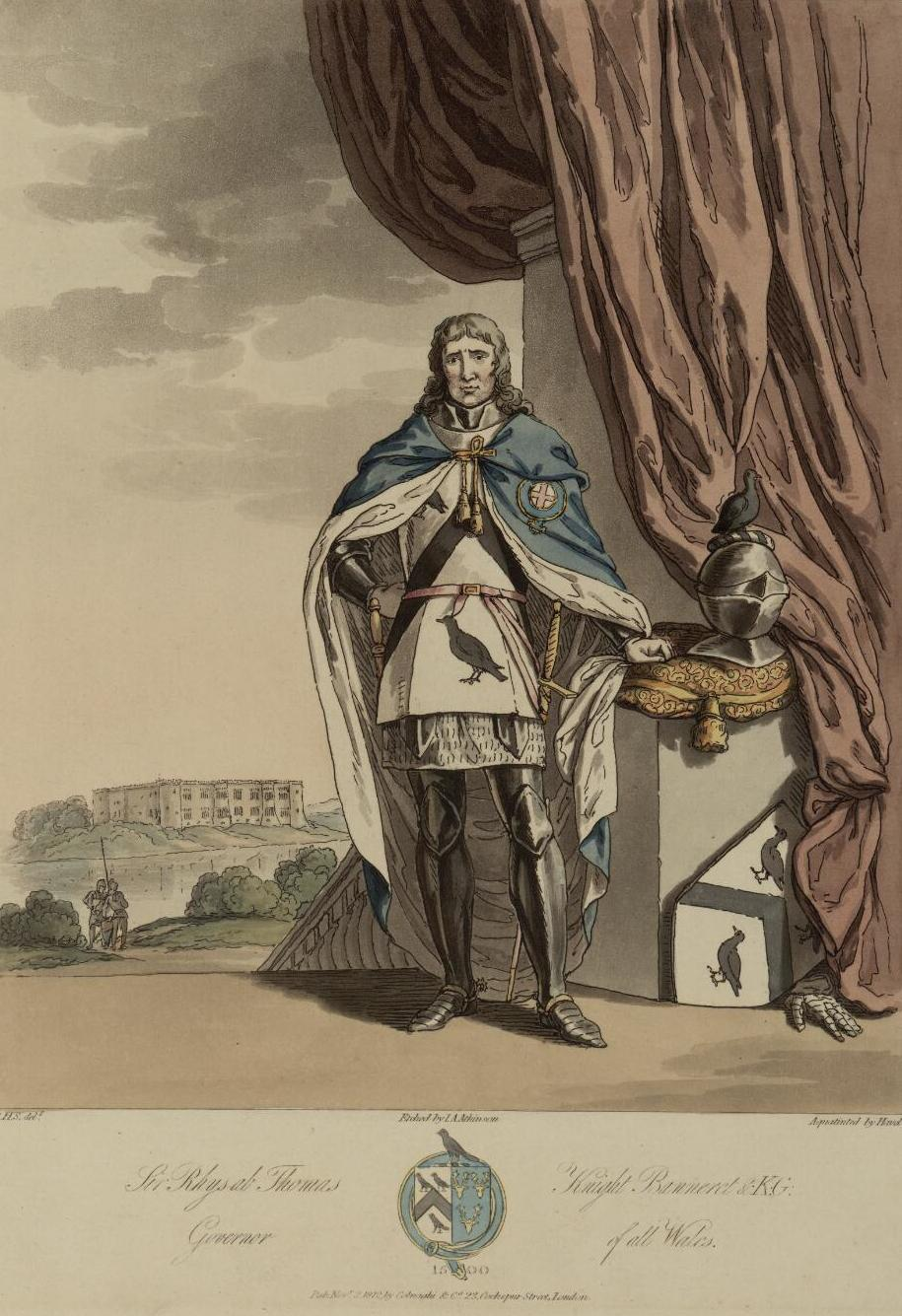
Sir Rhys ap Thomas, Bannerheer (Knight Banneret), fantasieportret uit 1812

Een bannerij, baanderij of bannerheerlijkheid is de benaming voor een grondgebied dat in leen was gegeven aan een bannerheer of baanderheer, in de Engelse literatuur de knight banneret. Daarbij ging het aanvankelijk om een functie met verplichtingen, rechten en bevoegdheden, ingekaderd in een feodale overeenkomst, niet enkel om een titel. De geschiedenis van het begrip bannerheer is niet precies bekend. Oorspronkelijk werden er edelen mee bedoeld die in het leger van hun leenheer op het slagveld een eigen regiment aan krijgslieden mee moesten nemen en een eigen banier voerden, dat is een vierkante vlag die aan de lans werd bevestigd. Het aantal mannen dat de bannerheren voor het leger van hun leenheer moesten meebrengen was aanzienlijk groter dan dat van andere vazallen. Tegenover deze zware verplichtingen stonden rechten en bevoegdheden over een in leen toegewezen grondgebied.
Sommigen nemen aan dat de bannerheren oorspronkelijk even hoog in rang waren als de Gelderse landsheren en langzaam door dezen naar een lagere rang zijn geschoven. Anderen gaan ervan uit dat de titel bannerheer pas in de vijftiende eeuw werd gebruikt om zich te onderscheiden van gewone ridders, met het recht van vertegenwoordiging in de Staten Generaal.
De functie was enigszins vergelijkbaar met die baron. De titel baron in Brabant was verbonden aan een persoon, terwijl de Gelderse titel baanderheer verbonden was met een bepaald gebied. De stand der baanderheren splitste zich rond 1500 van de ridderschap af toen vier families zich wisten te onderscheiden van de andere riddermatigen.
Het graafschap Zutphen kende vier bannerijen:
- de Bannerij van den Bergh
- de Bannerij van Baer
- de Bannerij van Wisch, ontstaat later naast Bergh in het graafschap Lohn
- de Bannerij van Bronckhorst

Het Graafschap Zutphen en de vier bannerijen in 1350 op een kaart

Daarnaast noemde in Gelderland Batenburg zich een bannerij. Dit is echter eeuwenlang betwist en anno 2014 nog steeds betwist.
In 1499 moeten de bannerheren de eed van trouw zweren aan Maximiliaan I van Habsburg, die probeert hertog Karel van Gelre van zijn troon te stoten. Dat lukt niet waarna de bannerheren het gezag van hertog Karel weer moeten erkennen. Ze verliezen dan hun tot dan toe redelijk zelfstandige positie. Frederik II van Bronckhorst en Borculo weet echter zijn gunstige positie te behouden.
In 1569 werd Homoet opgenomen in het register. Een poging van de graaf van Culemborg om in 1579 te worden opgenomen mislukte.
In de zestiende eeuw verliezen de bannerheren hun onafhankelijke positie, omdat zij, uitgezonderd Bergh, de koning van Spanje trouw blijven.